# Theodor Berger (Jurist)
Theodor Berger (* 1683 in Unterlauter; † 20. November 1773 in Coburg) war ein deutscher Historiker, Jurist und Lehrer.

## Leben
Berger wurde als Sohn eines Predigers geboren. Er studierte zunächst Theologie und später Rechtswissenschaften an der Universität Halle, unter anderem bei Christian Thomasius, wo er 1712 die Magisterwürde erlangte. Noch im gleichen Jahr begann er an der Universität Leipzig philosophische und historische Vorlesungen zu halten. Im Anschluss übernahm Berger eine Hofmeisterstelle bei verschiedenen adeligen Familien und begleitete deren Angehörige auf ihrer Grand Tour.
Im Jahre 1735 wurde er Professor der Rechte und Geschichte am akademischen Gymnasium, dem Gymnasium Casimirianum, in Coburg. 1736 promovierte Berger an der Universität Marburg mit der Dissertation de successione in feudum apertum expectantia promissum zum Doktor beider Rechte. Er starb am 20. November 1773, im Alter von 90 Jahren, in Coburg.
Theodor Berger hinterließ ein umfangreiches Schrifttum. Er war Autor von zwei historischen Tabellenwerken, der Historiam Universalem Per Synchronismum Tradendam, die 1728 erstmals erschien, und der ein Jahr später veröffentlichten Synchronistische Universal-Historie Der Vornehmsten Europäischen Reiche und Staaten. Vor allem mit letzterem Werk erregte er Aufsehen, da hier erstmals im größeren Umfang gleichzeitig stattgefundene geschichtliche Ereignisse tabellarisch dargestellt wurden. Das Werk erlebte in der Folge zahlreiche Auflagen, der Bearbeiter der fünften Auflage war der Historiker und Philologe Wolfgang Jäger. Weitere Werke von ihm waren Prudentia Apodemica, Die Klugheit wohl zu reisen. Incluti Ordinis Philosophici Consensu, von 1712, sowie Epistola gratulatoria qua experientiam necessariam von 1717.
Das vierteilige Werk Die Durchläuchtige Welt, Oder Kurtzgefaßte Genealogische, Historische und Politische Beschreibung aller ietzlebenden Durchlauchtigen Hohen Personen, sonderlich in Europa, Als Kayser, Könige, Chur- und Fürsten, das erstmals von 1701 bis 1705 erschien und das ursprünglich von Samuel Heinrich Schmid stammte, gab er wohl neu heraus bzw. bearbeitete es neu. Der Buchtitel wurde unter mehreren Formen („Durchlauchtige Welt“, „Durchlauchtigste Welt“) wegen der darin zum Ausdruck gebrachten Devotion zum Inbegriff der Zopfzeit, Autoritätengläubigkeit und Rückständigkeit vor 1800 in Deutschland.

## Veröffentlichungen (Auswahl)
- Die Durchläuchtige Welt, Oder Kurtzgefaßte Genealogische, Historische und Politische Beschreibung aller ietzlebenden Durchlauchtigen Hohen Personen, sonderlich in Europa, Als Kayser, Könige, Chur- und Fürsten.
  - 1. Teil. Hamburg 1701. (Digitalisat.)
  - 2. Teil. Hamburg 1701. (Digitalisat.)
  - 3. Teil. Hamburg 1704. (Digitalisat.)
  - 4. Teil. Hamburg 1705. (Digitalisat.)
- Prudentia Apodemica. Die Klugheit wohl zu reisen. Incluti Ordinis Philosophici Consensu. Leipzig 1712. (Digitalisat.)
- Epistola gratulatoria qua experientiam necessariam. Leipzig 1717. (Digitalisat.)
- Historiam Universalem Per Synchronismum Tradendam. Leipzig 1728. (Digitalisat.)
- Synchronistische Universal-Historie Der Vornehmsten Europäischen Reiche und Staaten. Leipzig 1729. (Digitalisat.)
- Diss. iur. inaug. de successione in feudum apertum expectantia promissum. (Dissertationsschrift), Marburg 1736. (Digitalisat.)